# Peucetska keramika
Peucetska keramika je vrsta keramike koju su od početka 7. do 6. stoljeća prije Krista u regiji Apuliji, u južnoj Italiji, izrađivali Pauceti (Peuceti). To je autohtoni tip. Njegovo proizvodno područje zauzimalo je prostor između Barija i Gnathije. Keramika je bila obojena samo smeđom i crnom bojom, a karakterizirali su je geometrijski ukrasi, svastike, dijamanti te vodoravne i okomite crte. Ti su uzorci uglavnom bili u kasnoj geometrijskoj fazi keramike (prije 600. pr. Kr.) s bliskim ukrasnim uzorkom. Na drugu fazu keramike od 6. stoljeća prije Krista snažno utječe korintsko vazno slikarstvo. To se odražava kako u ukrasima, ukrasima u obliku zračenja, tako i u promjeni figurativnog prikaza. Treća i zadnja faza donosi pomak u proizvodnim metodama. Keramika je ručno oblikovana prije dolaska Grka na najjužniji vrh Italije, kada je uvedeno lončarsko kolo. Slika je postala čisto ukrasna. Na njima su prikazane ukrasne biljke poput vinove loze bršljana, lovora i palmeta. Rijetke slike uključivale su figurativne i mitološke figure.

## Poveznice
- Daunska keramika
- Mesapska keramika

## Vanjske poveznice
- La Puglia protostorica Pugliain
- Renato Brucoli: ACQUA ARIA TERRA FUOCODalle terrecotte alla porcellana: viaggio nell’arte ceramica fra Ruvo di Puglia, Terlizzi e Corato Puglia Digital Library